# Packard

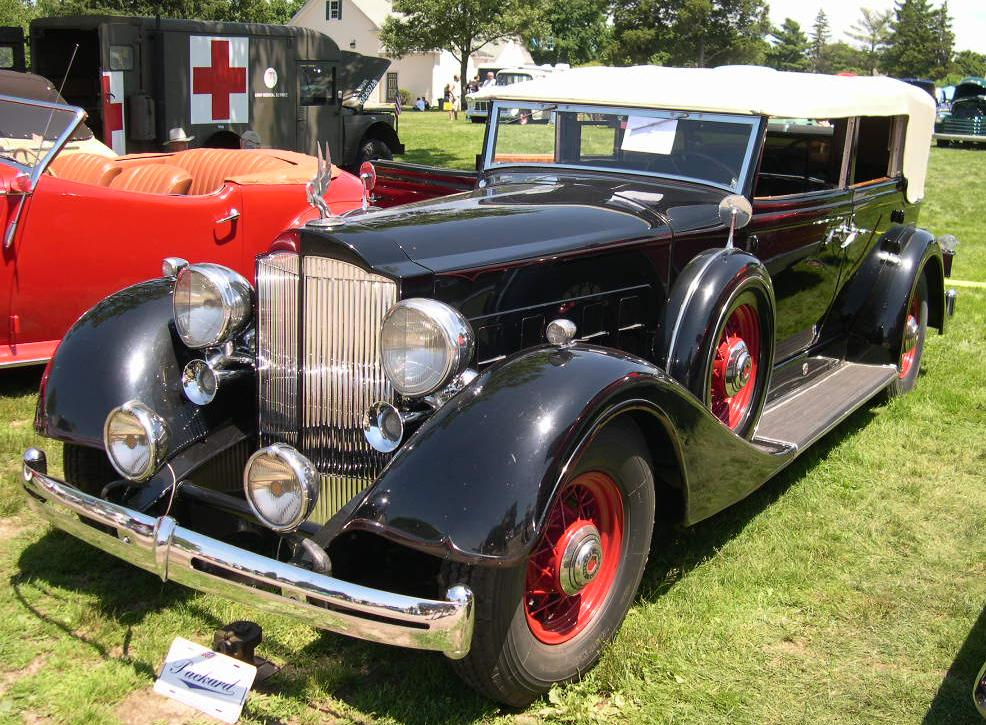
Packard Convertible (1934)

Packard byla americká značka luxusních automobilů vyráběných společností Packard Motor Car Company v Detroitu v Michiganu, později i firmou Studebaker-Packard Corporation v South Bend v Indianě.
V roce 1954 firma fúzovala se společností Studebaker, vznikla tak Studebaker-Packard Corporation. Poslední původní vůz Packard vyjel z továrních bran v roce 1956, ale z důvodu poklesu odbytu byla výroba o dva roky později ukončena.

## Historie

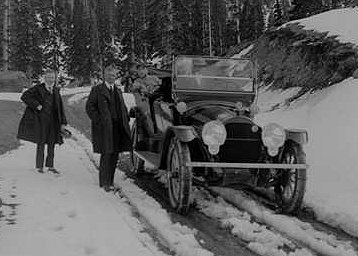
1913 Packard 6

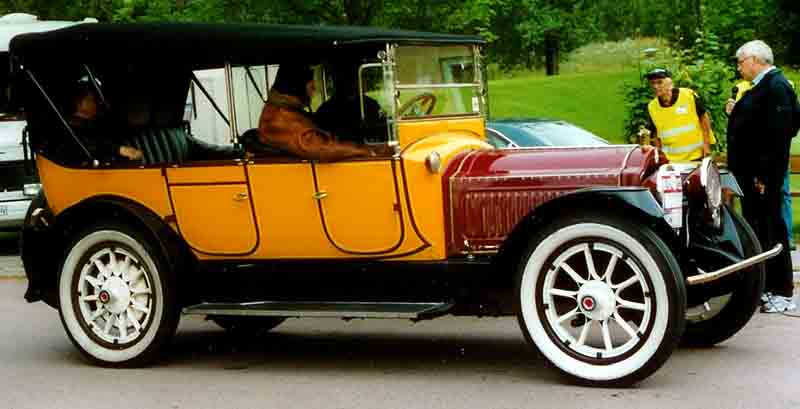
Packard Twin-Six Touring 1916

William Doud Packard a James Ward Packard založili v roce 1890 společnost Packard Electric Company. Její dceřiná továrna New York and Ohio Company ve Warren v Ohiu vyrobila v roce 1899 první automobil. Úspěch vedl k založení společnosti Ohio Automobile Company, ze které v roce 1902 vznikla Packard Motor Car Company.
Packard se rychle stal výrobcem velkých, drahých a luxusních vozů konzervativního designu. Její automobily si oblíbili zámožní a mocní lidé, státníci, ale také gangsterští bossové. Vozy byly oblíbeny i pro svoji spolehlivost a bezporuchovost. Technickou specialitou značky bylo používání řadových osmiválcových motorů ještě dlouho poté, co téměř všichni významní výrobci velkých vozů přešli k využití osmiválcových motorů s uspořádáním do V. Firma se také podílela na vývoji a výrobě leteckých motorů během první světové války, šlo například o motor Liberty 12.
Během druhé světové války (od září 1940) vyráběl Packard v licenci britský letecký motor Rolls-Royce Merlin pod označením Packard Merlin V-1650, který byl pro svou kvalitu a spolehlivost používán v řadě britských i amerických letadel, například i ve strojích P-51 Mustang.
Po válce se společnost ve výborné finanční kondici opět vrátila ke stavbě luxusních automobilů. Ale situace na trhu s luxusními automobily se změnila a tak byla pozice firmy stále těžší.
V roce 1954 se Packard spojil s firmou Studebaker do Studebaker-Packard Corporation aby mohly lépe konkurovat vozům „Velké trojky“ z Detroitu. Packard o rok později představil svůj vlastní motor V 8 s označením „352“ o objemu 5,8 litru. Konstrukčně byl sice zdařilý, avšak byl příliš těžký a tak byl použit jen u několika modelů. U jiných byl nahrazován menším motorem od Studebakeru s objemem 4,7 litru označovaným „Sweepstakes“, ten byl o 82 kg lehčí. Poslední původní Packard vyjel z továrny v roce 1956. Později vyráběné vozy obou firem, také známé jako Packardbaker, se už od sebe nelišily. Kvůli neustále klesajícím prodejům těchto vozů výroba ve firmě Packard skončila v roce 1958.
Packard drží mnoho prvenství, například první výroba automobilů s dvanáctiválcovými motory nebo vůbec první použití autoklimatizace.

## Znovuzrození
Pod značkou Packard už nikdy nebyly vyráběny automobily. Avšak společnost Packard® Motor Car Company, která údajně vlastní práva k značce představila v roce 2003 na přehlídce elegance v Pebble Beach prototyp s názvem Packard. Do sériové výroby se však nedostal.

## Galerie

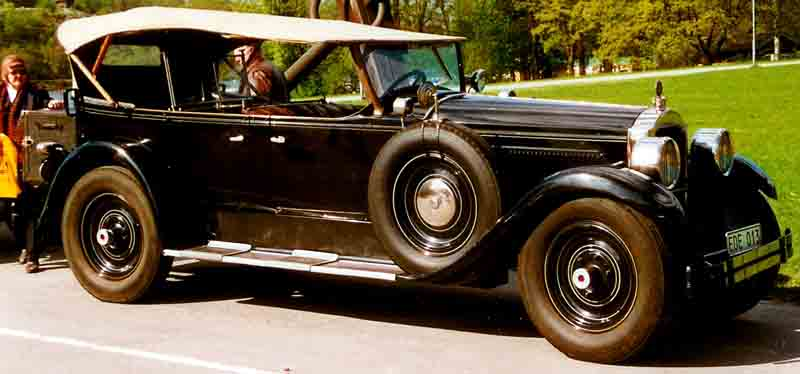
Packard Second Series 243 Touring (1926)
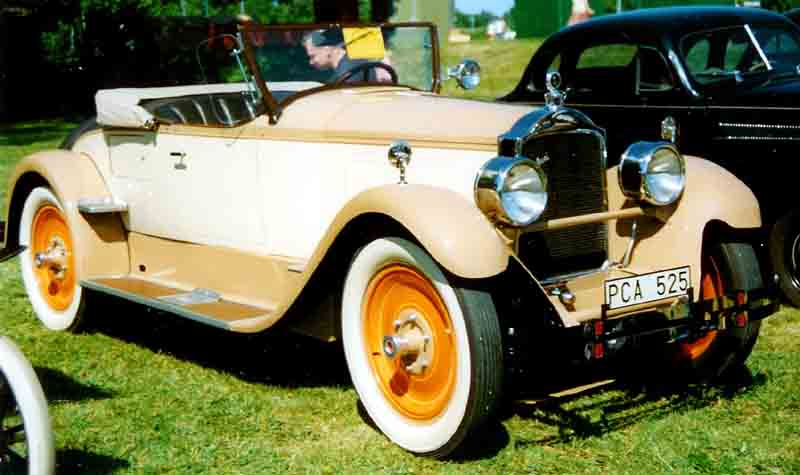
Packard Fourth Series 426 Roadster (1927)
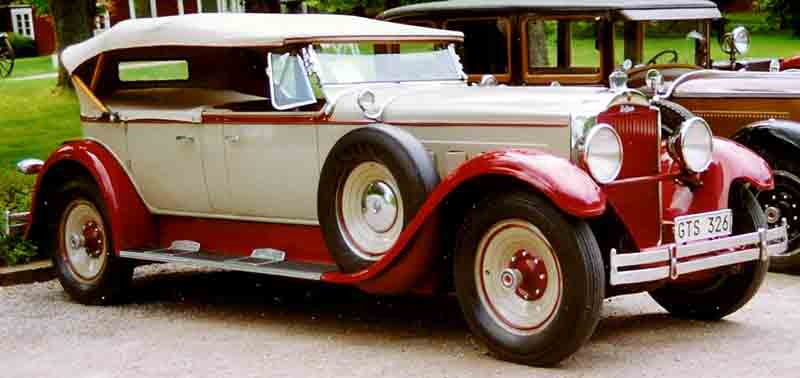
Packard Sixth Series 645 De Luxe Eight Dual Cowl (1929)
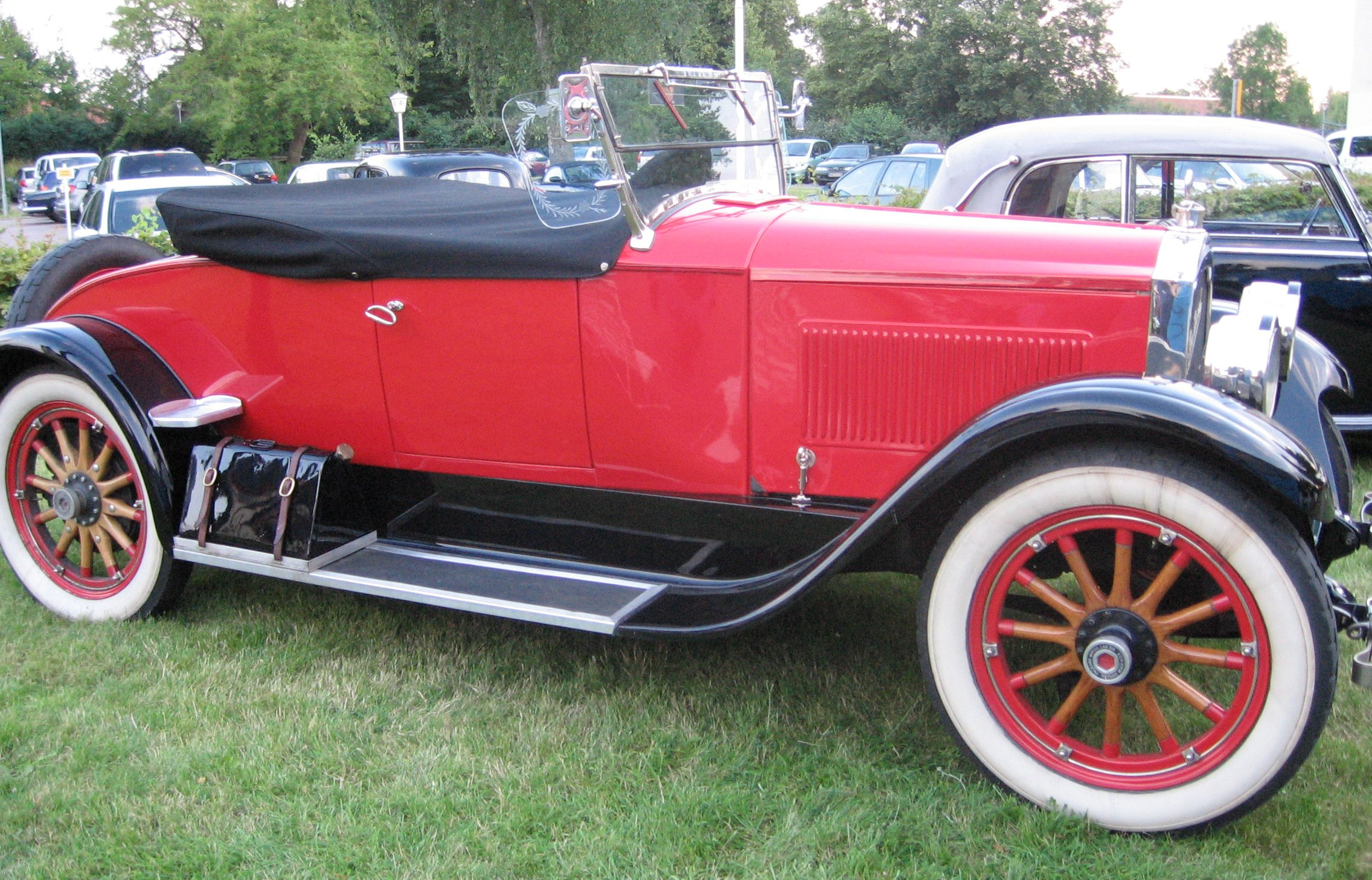
Packard Runabout (1922)
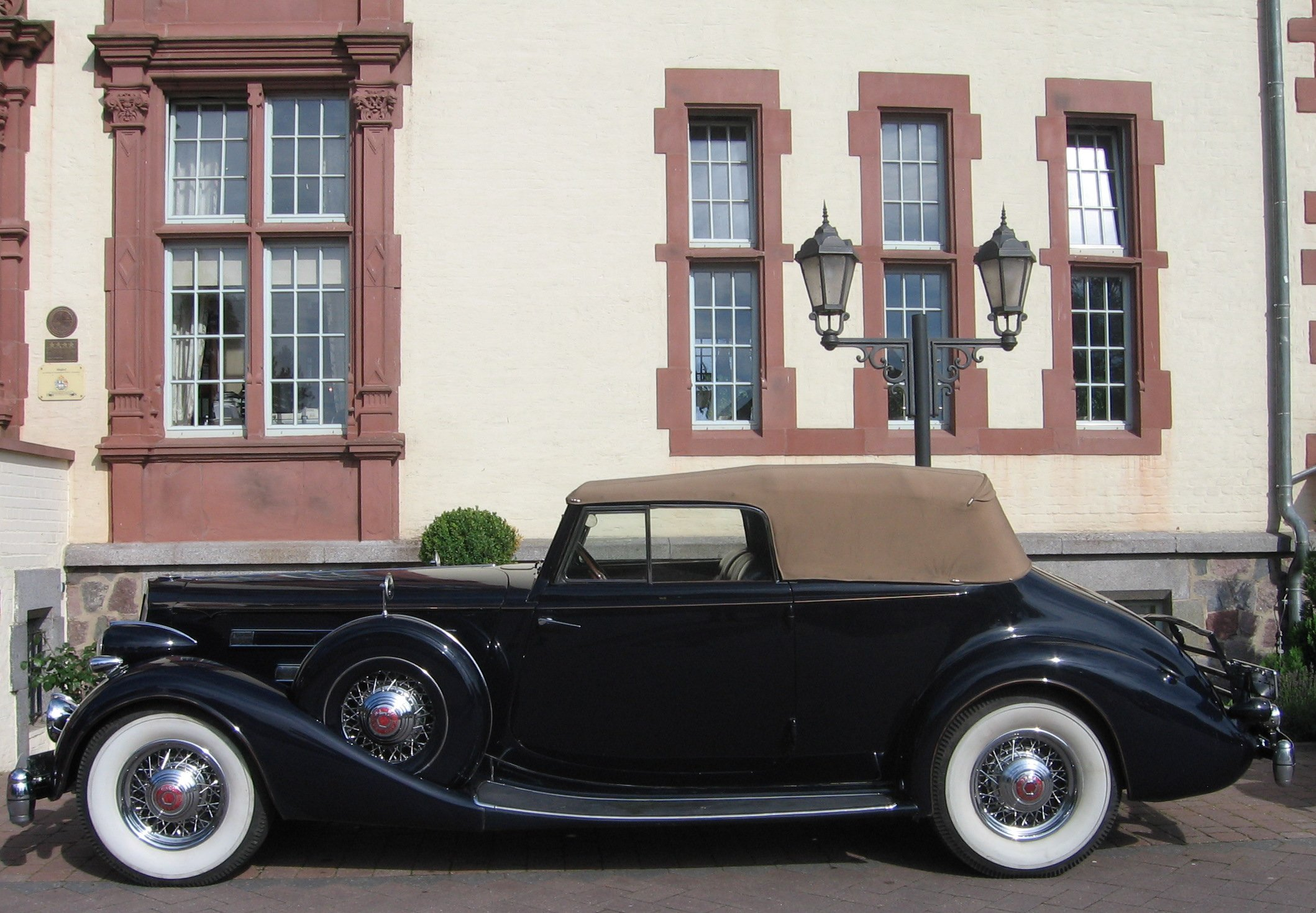
Packard Twelve
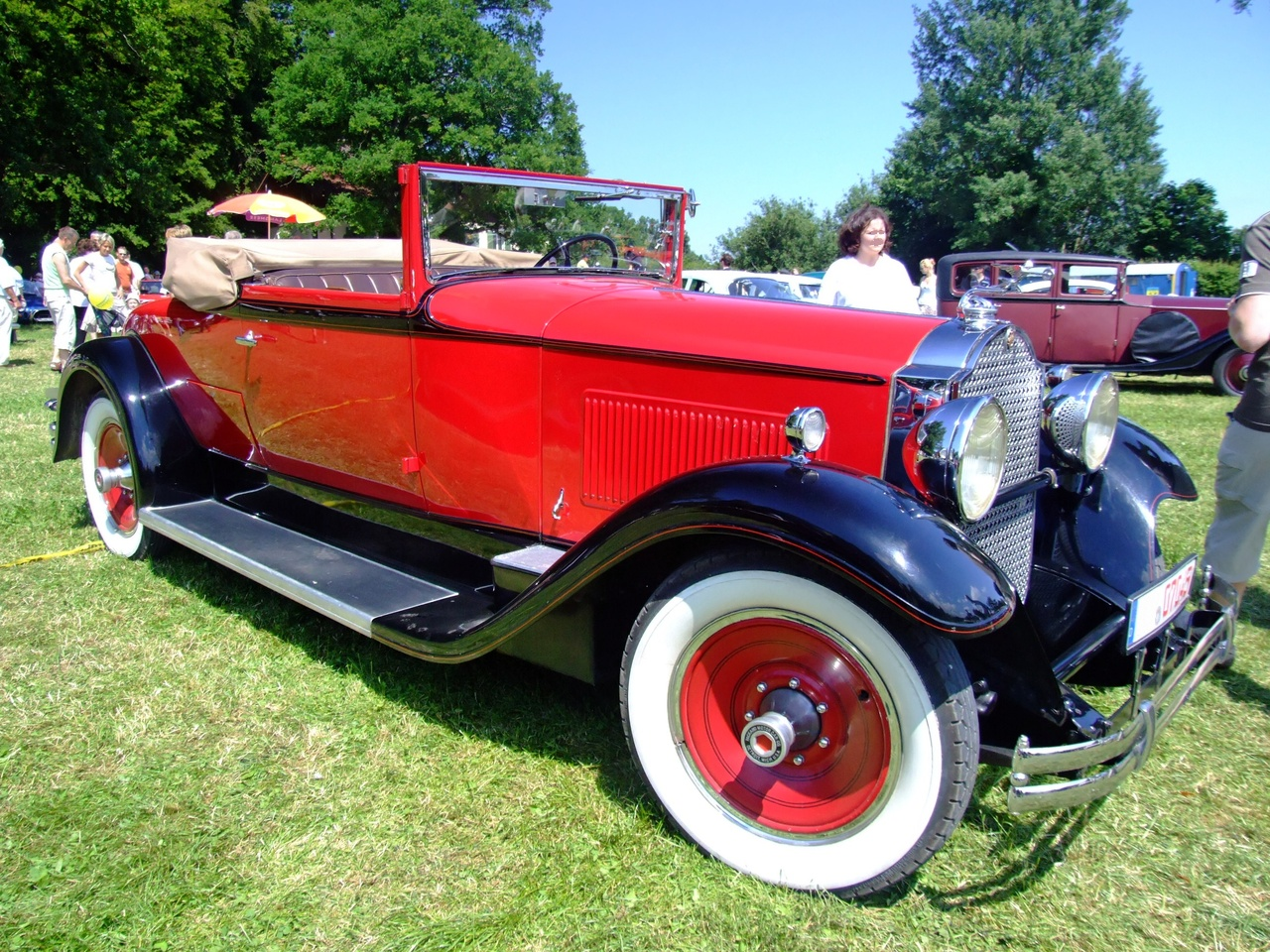
Packard
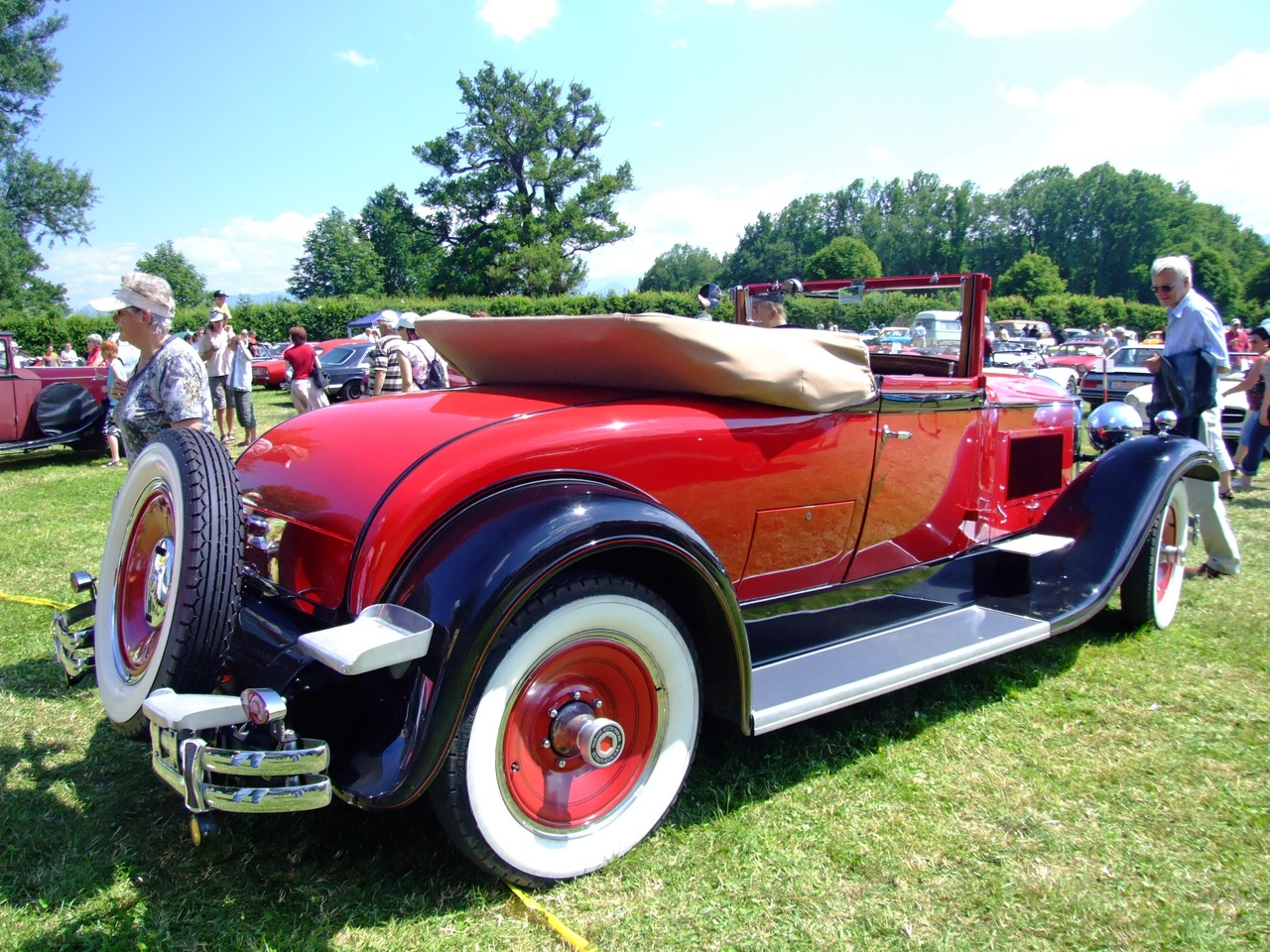
Packard
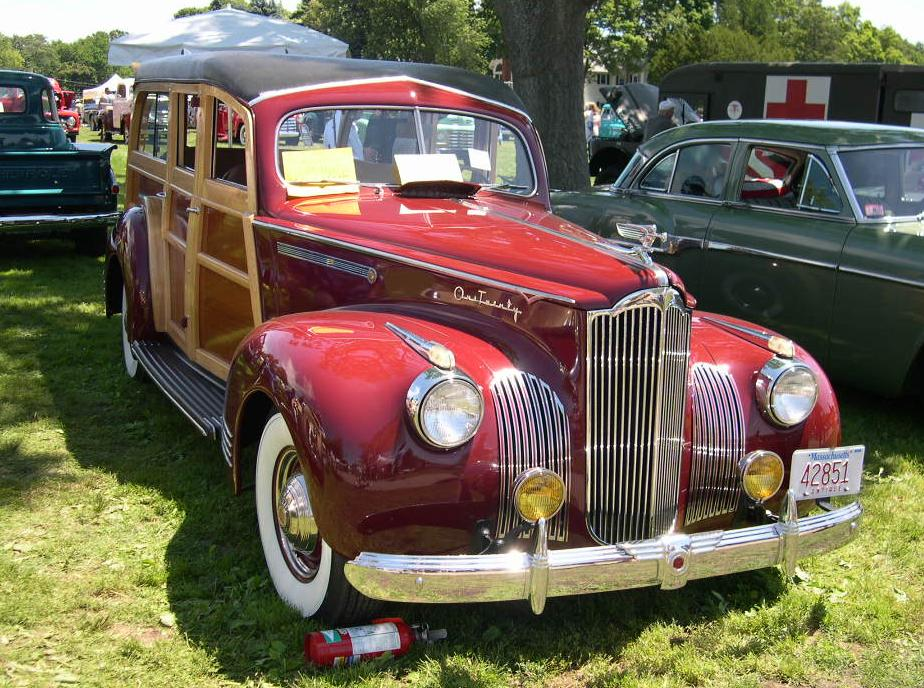
Packard 120 Woody DeLuxe (1941)
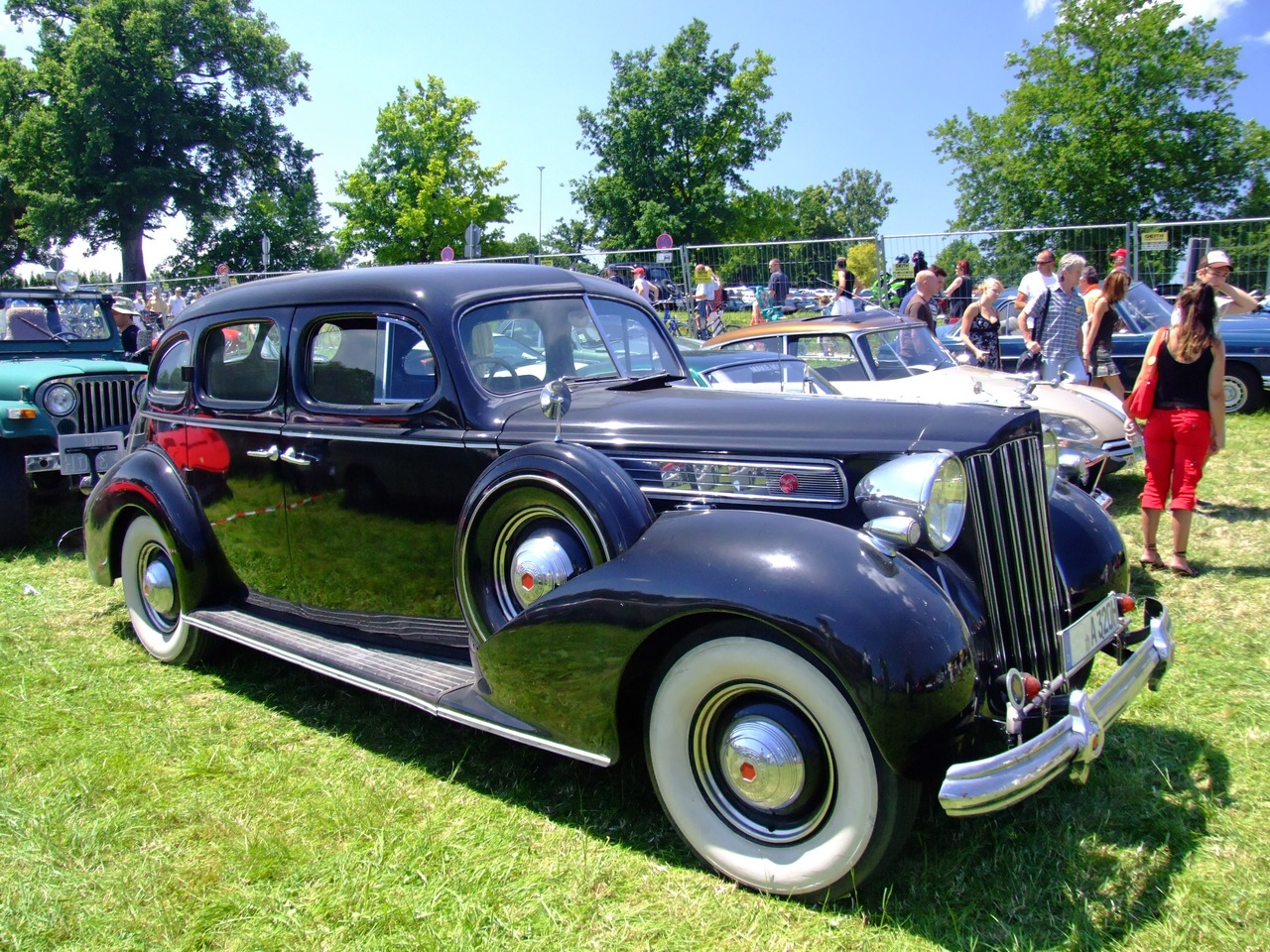
Packard Super Eight
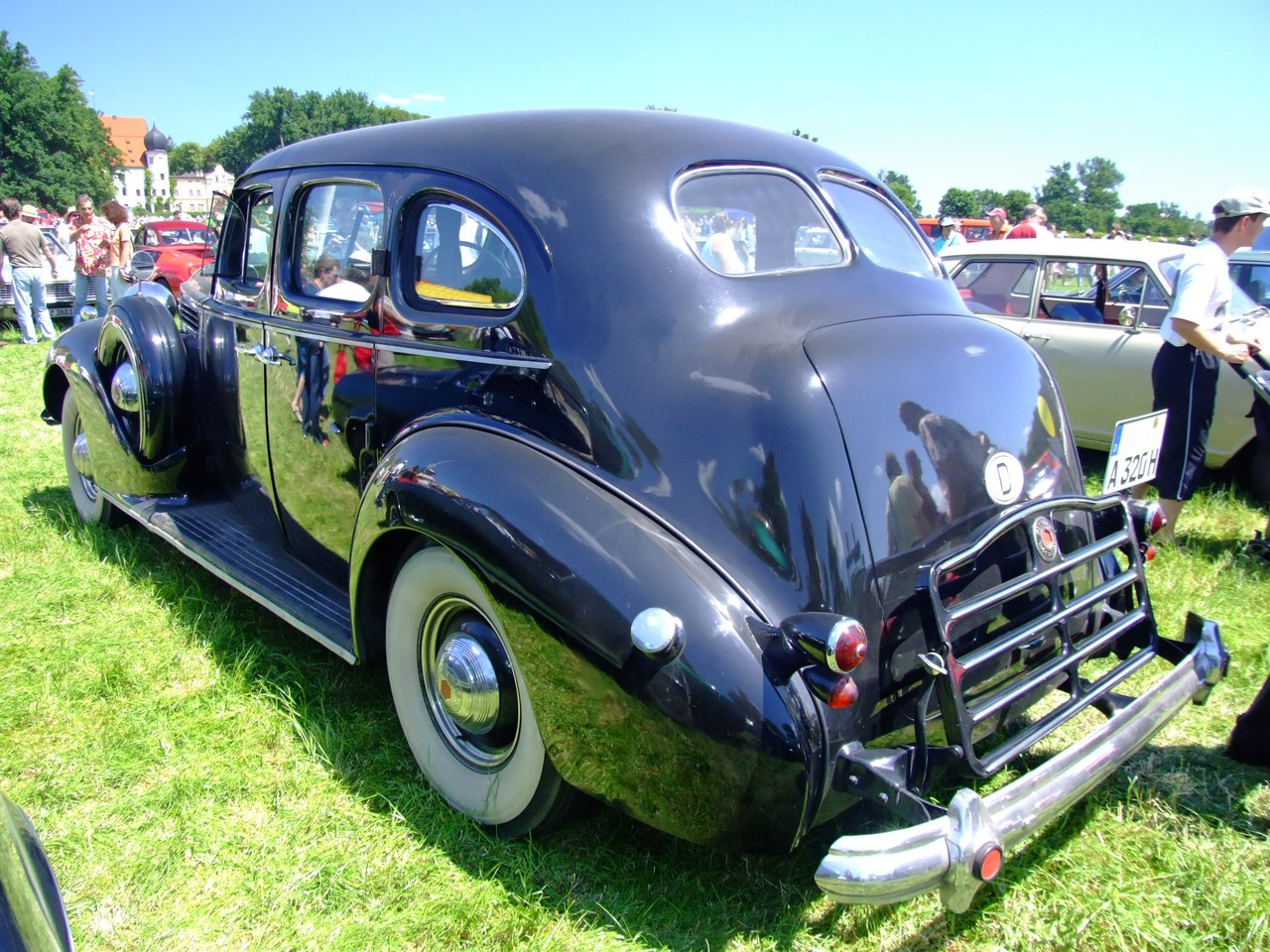
Packard Super Eight
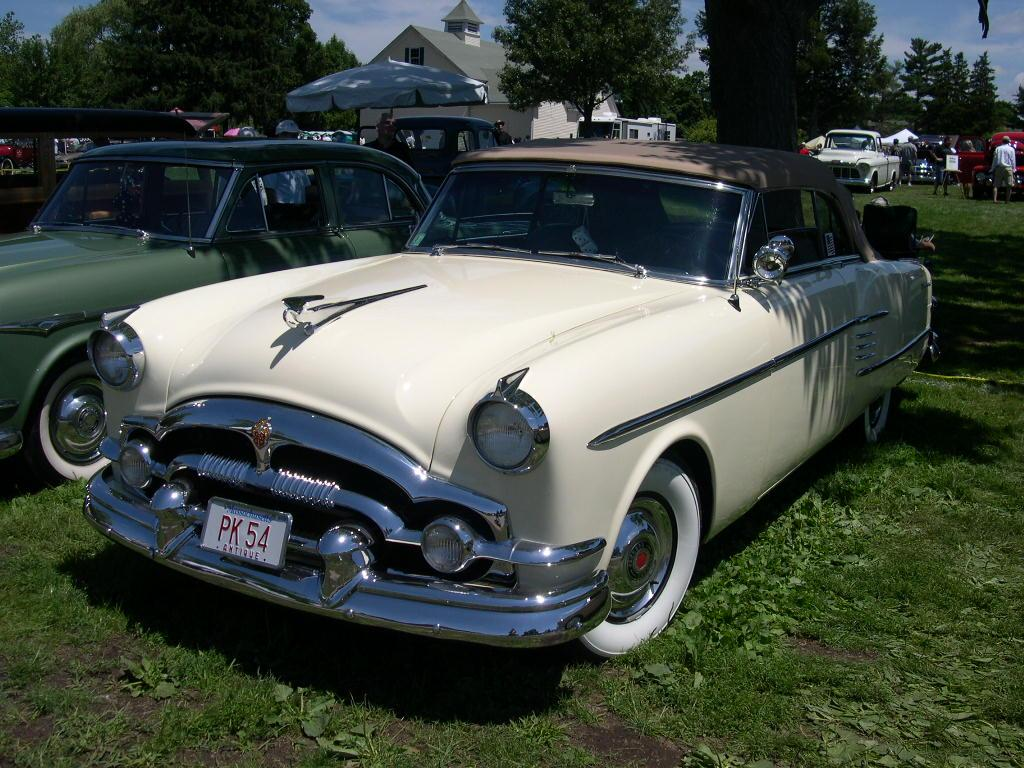
Packard Pacific (1954)
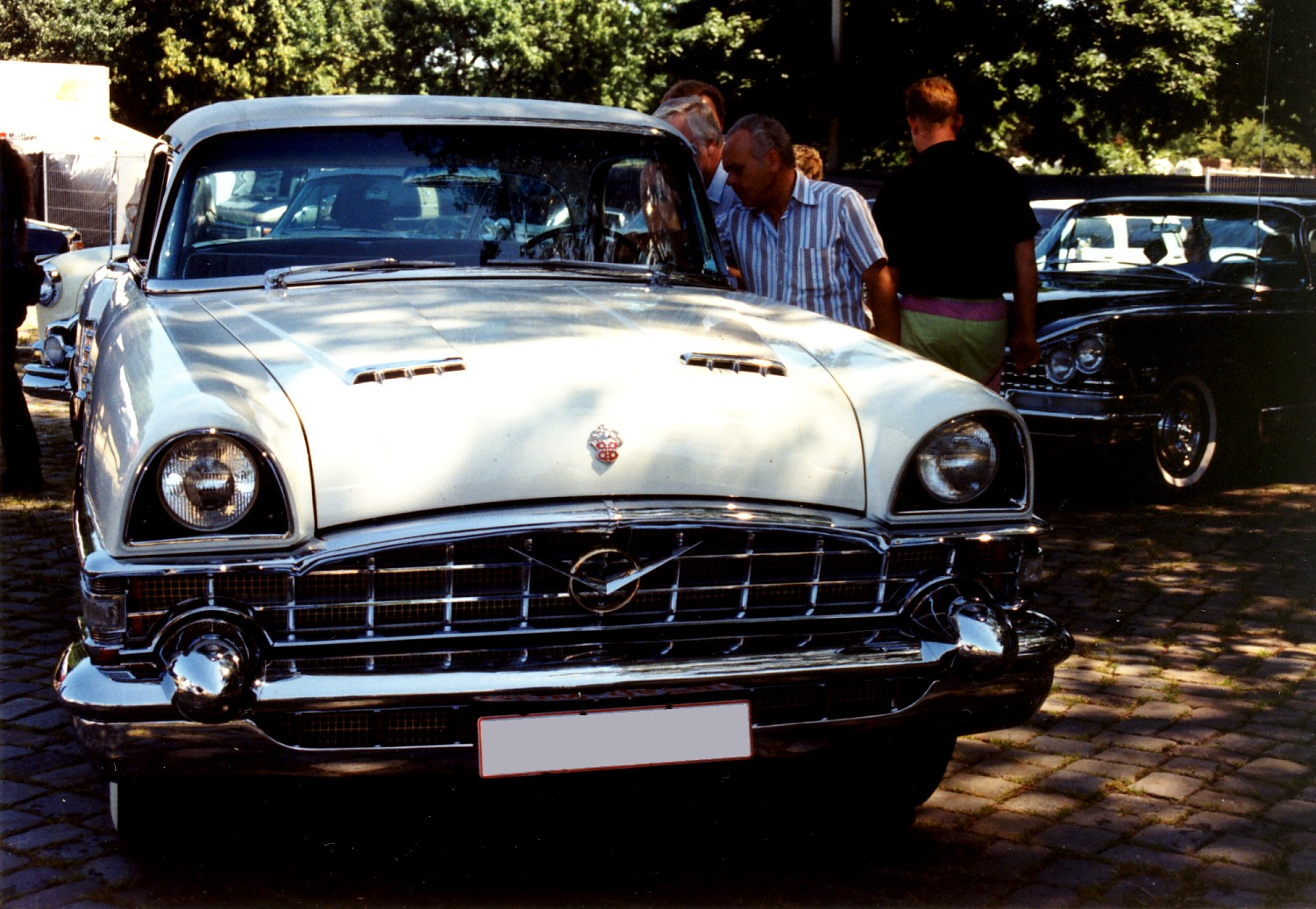
Packard Caribbean Hardtop (1956)
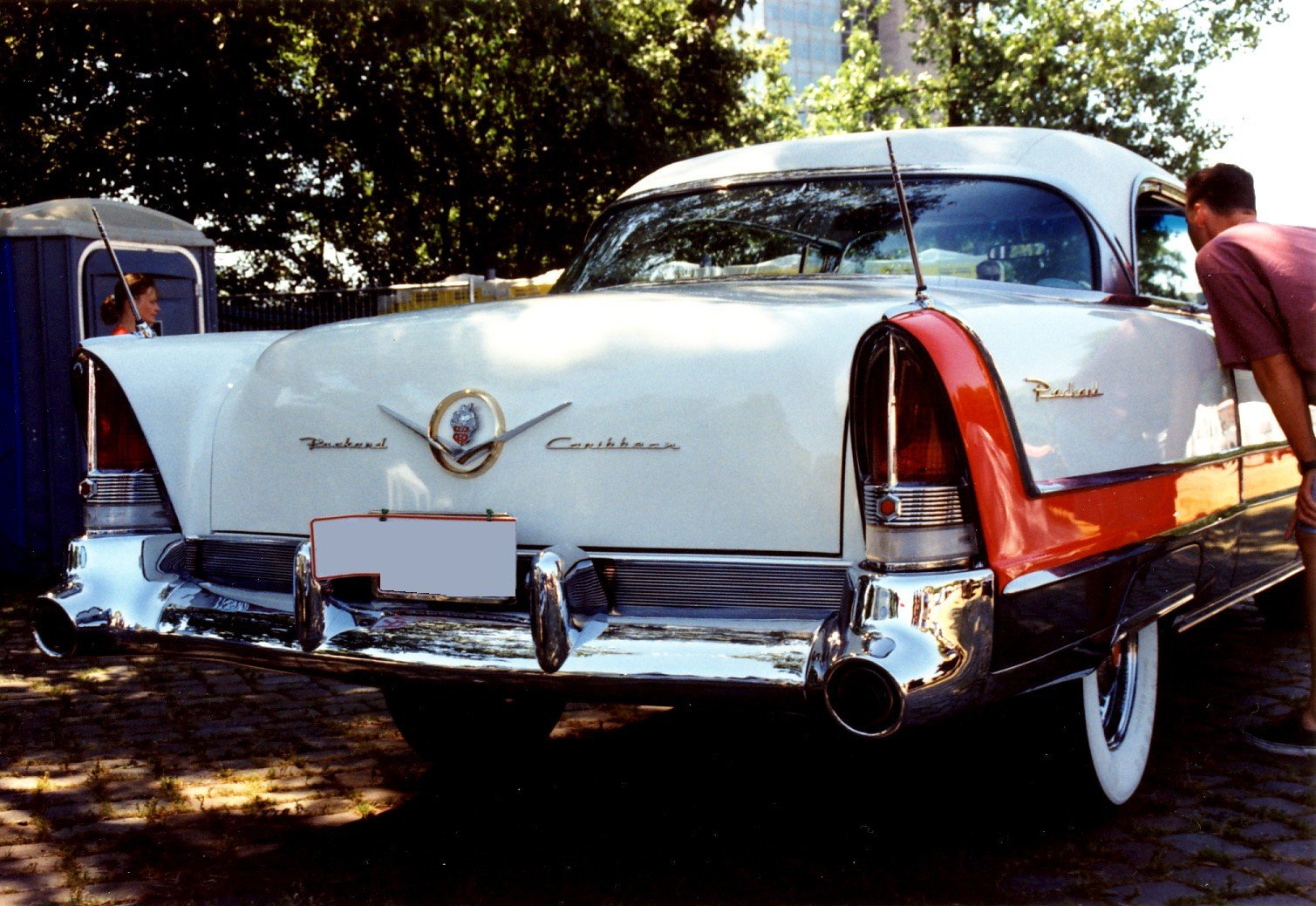
Packard Caribbean Hardtop (1956)
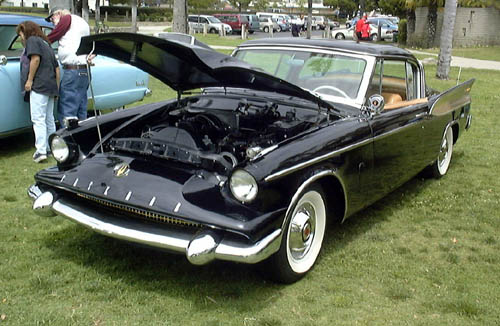
Packard Hawk (1958)

## Automobily Packard
- Packard 110
- Packard 120
- Packard 160
- Packard 180
- Packard 200
- Packard 250
- Packard 300
- Packard 400
- Packard Balboa
- Packard Caribbean
- Packard Cavalier
- Packard Clipper
- Packard Eight
  - Packard Light Eight
  - Packard Super Eight
- Packard Executive
- Packard Hawk (1958)
- Packard Mayfair
- Packard Panther
- Packard Patrician
- Packard Patrician 400
- Packard Predictor
- Packard Request
- Packard Six
- Packard Station Sedan
- Packard Twin Six/Twelve